# 저출산
저출산(低出産)은 합계출산율이 인구 대체가 가능한 수준(평균 2.1명)을 밑돌게 되는 현상을 말한다. 초창기에는 남성의 경제력 부족, 경제적인 문제만으로 인식되었으나 점차 개인주의, 가치관의 다원화, 성격 문제, 대인관계 스트레스 등 다양한 원인이 존재하는 것이 확인되었다. 특정 종교와 사상에 입각한 혼인 강요, 가부장제가 사라지면서 수면 위로 등장하게 되었다. 중화권과 일본에서는 '소자화'(少子化)라는 용어를 사용한다

2020년 기준 지도로 나타낸 나라별 합계출산율. 일반적 2.1을 밑돌면 저출산 국가로 분류한다. (지도 출처: Population Reference Bureau)

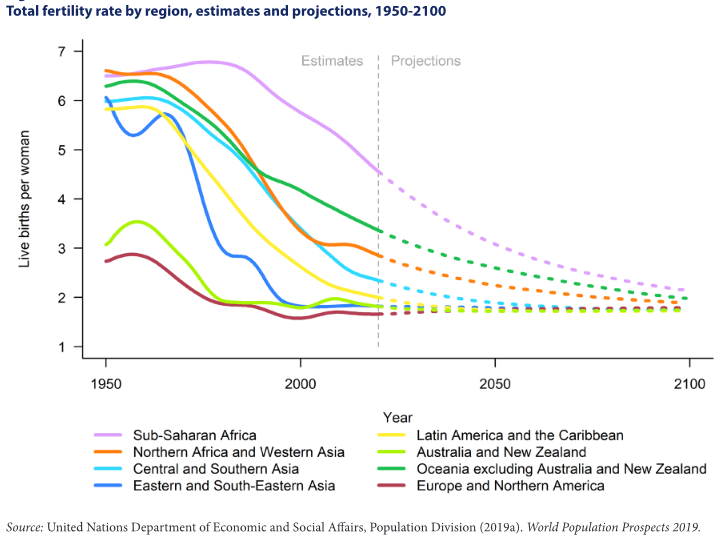
1950-2100 지역별 합계출산율 추계. (출처: 2019년 유엔 세계인구전망)

## 원인
- 도시화로 인한 개인주의 사상의 확산
- 경제 사정의 악화와 고용률 감소
- 독신으로 생활할 수 있는 사회적 여건과 환경 증가(1인가구 증가, 인스턴트 식품 생산, 세탁소, 빨래방, 의류가게 등 각종 서비스업의 확산)
- 사교육비 등 육아 양육비 부담 증가
- 아이를 낳을 수 있는 사회적 여건의 부족(출산 휴가 눈치보임 직장내에서 눈치보임)
- 학력과 경제력으로 인한 결혼 포기(집값 상승, 땅값 상승도 이 원인에 포함됨)
- 결혼과 육아를 필수가 아닌 선택으로 보는 시각의 확산
- 성격 문제와 인간관계 스트레스
- 대인관계에 미숙한 사람의 증가
- 독신을 선호하는 사람 수 증가
- 만혼(晩婚)으로 인해 여성이 평생 낳는 아기 수의 감소
- 자녀 양육에 대한 가치관 변화
- 신체적, 체력적 결함을 지닌 사람의 증가
- 시집살이의 부담감
- 불쌍한 유년,청년기(불쌍한 인생을 대물림 원하는 사람은 없을 것이다. 유년기~청년기에 경제적 어려움, 이성에게 인기 없음, 군생활로 인한 스트레스, 학업스트레스, 따돌림 등 험난한 인간관계, 좋지 못한 부모 등을 겪었을 경우 자식도 그렇게 될까봐 걱정되기 마련이지만 (이성에게 인기없음 학업스트레스 학창시절 따돌림 가정폭력 군생활 가혹행위 겪는다던지 그러한 경우 자식에게도 유전으로 될가능성이 높다.)

출생아 수 변화요인을 분해한 선행연구는 찾기 어렵다. 그러나 출생아 수의 주된 결정요인인 출산율의 변화를 유배우 여성인구 비율의 변화와 유배우 출산율의 변화로 분해한 선행연구는 수행된 바 있다. 서구의 경우 이러한 분석은 대부분 무배우 여성의 출산이 드물었던 과거 시기에 대한 역사인구학 문헌에서 발견된다. 예컨대 영국 역사인구학의 대표적인 저작인 토니 리글리(Tony Wrigley)와 로저 스코필드(Roger Schofield)는 1981년 전근대 사회 영국의 인구변동이 유배우 출산율의 변동이 아닌 유배우 비율의 변동에 의해 주로 초래되었다는 것을 밝혔다. 또한 19세기 미국과 영국의 출산력 변이(demographic transition)에 대한 실증적인 연구들은 이 시기 출산율의 장기적인 저하가 유배우 비율의 감소가 아닌 유배우 출산율의 감소에 의해 나타났다는 것을 알려준다.
2012년 저출산고령사회위원회 이철희 교수는 1991년부터 2009년까지 합계출산율의 변화를 여성인구 유배우 비율의 변화와 유배우 출산율의 변화로 분해하였다. 결과는 이 기간 동안 합계출산율 변화는 전적으로 유배우 비율의 감소에 의해 설명되며 유배우 출산율은 오히려 증가하여 출산율 감소 정도를 완화하는 요인으로 작용했다는 것을 보여준다. 2018년 이철희 교수는 2000년~2016년 기간에 대해 유사한 분석을 수행하여 정부의 저출산 대응정책이 본격적으로 시작된 2005년 이후부터 2012년까지 유배우 출산율이 상당한 폭으로 증가했으나 그 효과가 유배우 비율의 감소에 의해 상쇄되어 전반적인 합계출산율은 소폭 증가하는데 그쳤다는 결론을 얻었다.
출산율을 결정하는 주된 요인인 혼인율과 유배우 출산율 변화와 그 결정요인에 관해서는 훨씬 풍부한 연구 성과가 축적되어 있다. 예컨대 출산, 보육, 양육지원 정책이 출산에 미친 효과에 관해서는 여러 국가에 대해 다양한 실증연구결과들이 축적되어 있다. 출산휴가, 출산수당, 자녀를 가진 가구에 대한 전반적인 공공이전지출 등 광범위한 정책수단에 기초하여 수행된 종합적인 가족정책의 효과를 추정한 연구 결과들도 제시되어 있다. 한국 국내에 대해서도 육아서비스 제공, 보육비 및 양육수당 지원, 출산장려금 지원 등 개별적인 출산장려정책들이 미친 효과에 대한 실증분석결과도 제시되어 있다.
한국에서 저출산의 주된 요인으로 지적되는 주된 사회경제적 요인 가운데 하나는 높은 집값과 주거비용이다. 2014년 멜리사 커니(Melissa S. Kearney) 미국 메릴랜드대 경제학 교수와 미국 연방준비제도이사회(FRB) 연구·통계 수석이코노미스트 리사 데틀링(Lisa J. Dettling)은 미국의 주택 가격이 1만 달러 상승할 때 주택보유자의 출산율은 2.1% 상승하지만 미보유자는 0.4% 감소한다는 것을 보여준다. 서미숙의 연구에 따르면 아파트 주택매매 가격변화율이 10% 상승할 때 전세로 사는 거주자는 자가 보유자에 비해 출산확률이 감소하는 것으로 나타났다. 시군구별 데이터를 이용한 이철희 교수의 패널고정효과모형 분석결과는 시군구별 주택가격지수의 상승이 그 지역의 무배우 혼인율은 낮춘다는 것을 보여준다. 2013년 레나 에드룬드(Lena Edlund)와 이철희의 연구 결과에 따르면 지역별 주택의 평당 매매가격이 높아질수록 2005년의 해당 지역 출생성비(여아 100명당 남아 출생아 수)가 낮아지는 것으로 나타났으며 이는 주택을 책임져야 하는 남아의 상대적인 비용이 높아졌기 때문으로 해석된다.
근래의 한국과 동아시아 국가의 결혼 및 출산 감소와 관련하여 중요한 의미를 갖는 요인은 문화적인 규범의 역할이다. 가정 내 자원배분에 있어서의 남녀 간 불평등과 결혼 및 출산과 관련된 노동시장에서의 여성의 불리함은 여성(특히 고학력, 전문직 여성)이 결혼과 출산을 꺼리는 중요한 원인으로 지목된다. 2018년 제임스 페이레르(James Feyrer) 등의 분석결과는 남성의 가사노동 분담비율이 높아질수록 출산율이 높아진다는 것을 보여준다. 2016년 마리안느 베르트랑(Marianne Bertrand) 등의 연구는 여성의 노동시장 참여에 대한 사회적인 규범에 따라 고학력ᆞ고숙련 여성의 결혼율 변화가 다르게 나타난다는 것을 보였다. 예컨대 동아시아와 남유럽 국가에서는 여성의 학력 간 결혼율 격차가 더 커지고 있는 반면 북유럽과 일부 서유럽 국가에서는 그 격차가 줄어들거나 역전되는 현상이 발견된다. 2016년 황지수 교수의 연구는 빠른 경제성장에 의해 여성의 사회경제적 지위가 상승한 반면 부모세대의 영향 때문에 문화적인 규범의 변화가 느린 것이 아시아 국가에서 소위 “골드미스(Gold Miss)” 현상(고학력ᆞ전문직 여성의 결혼감소)을 설명한다고 보았다.
노동시장 여건이 결혼과 출산에 미친 영향에 대해서도 풍부한 연구결과가 제시된 바 있다. 미국의 1930년대 대공황기를 분석한 매튜 힐(Matthew Hill)의 2015년 연구는 1929년~1933년 사이 경기악화로 인해 미국의 혼인율이 20% 감소했으며, 결혼의 감소는 경기후퇴가 심했던 지역에서 더 두드러지게 나타났음을 보였다. 1990년대 초 스페인에 대한 안남기(Namkee Ahn)와 페드로 미나(Pedro Mira)의 2000년 연구결과에 따르면 남성의 미취업 기간은 결혼의 확률을 크게 낮추었고, 시간제 근무 혹은 임시직 근무도 전일제 상용직 근무에 비해 결혼확률을 유의하게 낮추는 것으로 나타났다. 미국의 주별 자료를 분석한 Schaller (2013)의 연구는 실업률이 1% 상승할 때 결혼률이 1.5% 감소했다는 결과를 얻었다. 2016년 세자르 산토스(Cezar Santos)와 데이비드 웨이스(David Weiss)의 연구는 미국의 소득변동성 증가가 1970년부터 2000년까지 결혼연령 증가의 약 20%를 설명한다는 결과를 제시하였다.
고용과 일자리 질이 결혼과 출산에 미치는 효과에 대한 국내 연구도 늘어나고 있다. 2010년 안태현의 연구는 미취업 및 재학기간 증가로 인한 늦은 노동시장정착이 남성의 결혼확률에 부정적인 영향을 미친다는 증거를 제시하였다. 시계열 자료 분석에 기초한 이상호ᆞ이상헌의 2010년 연구는 임시직 비율이 증가할 때 결혼건수와 결혼율이 감소한다는 결과를 얻었다. 2015년 김성준의 한국노동패널 자료 분석결과는 미취업 남성에 비해 취업남성의 결혼확률이 1.65배 더 높고, 상용직을 가진 남성은 비상용직 남성에 비해 결혼확률이 1.6배 높다는 것을 보여준다.
사회학자들에 의한 일련의 연구들은 1970년대 이후 미국 제조업의 쇠퇴, 임금 불평등의 증가, 중산층의 감소 등으로 말미암아 “결혼할만한 남성(marriageable men)”이 감소하였으며, 이로 말미암아 대학중퇴 이하 학력을 가진 인구의 결혼이 빠르게 감소했다고 주장하였다. 실제로 1970년 이후 미국에서는 대졸자에 비해 대학중퇴 이하 학력 인구의 유배우 비율이 훨씬 큰 폭으로 감소하였고, 반대로 저학력 인구의 이혼이 상대적으로 더 빠르게 증가하였다. 데이빗 돈(David Dorn)과 고든 핸슨 (Gordon Hanson)의 2017년 연구는 2000년 이후 중국과의 무역경쟁에 의한 외생적인 노동시장 충격이 여성의 유배우 비율과 출산율 낮추었다는 결과를 보고하였다.

## 초저출산
출산율이 1.3 미만인 국가는 초저출산(Lowest-low fertility) 국가라고 부르며, 대개 동아시아, 동유럽, 남유럽 국가들이 이에 속한다. 2001년 유럽 인구의 절반 이상이 출산율이 초저출산에 해당하는 국가에 거주하고 있는 것으로 나타났지만, 현재는 출산율이 이보다는 약간 더 상승했다.
초저출산은 합계출산율 1.3명 미만을 일컬으며 유럽의 출산율 하락을 규정하기 위해 고안된 개념이다. 남부 유럽과 구공산권 동유럽, 그리고 동북아시아의 몇몇 국가들에서 초저출산 현상이 나타났다. 동북아시아의 초저출산은 여전히 진행되고 있으나 다른 지역의 초저출산은, 적어도 현상적으로는 사라졌다. 초저출산은 여성의 지위 향상, 낮은 성 형평성, 사회경제적 혼란, 높은 자녀 양육비용 등에 의해 영향을 받는다.
인구학의 한 분야인 안정인구모형에서 합계출산율 2.1명 수준은 특정 사회의 인구를 재생산할 수 있는 수준으로 널리 받아들여지기 때문에, 이를 대체출산율(replacement level fertility)이라고 부른다.
전통적인 사회의 높은 출산력에서 근대의 낮은 출산력으로의 이행을 연구한 인구학자들은 인간 출산력이 대체출산율 수준인 합계출산율 2.1명까지 하락하다 이후 안정화될 것이라고 생각했다. 하지만 2.1명 이하의 출산율이 나타나면서 저출산에 대한 다양한 관점이 등장하였다. 예를 들어, 1970년대 프랑스의 인구학자인 부르주아 피쉐(Bourgeois-Pichat)는 합계출산율 1.5가 인간 출산력이 도달할 수 있는 가장 낮은 수준이라고 보았으며 이 수준에 도달한 후 안정화되거나 다시 반등할 것이라고 예측했다.
하지만 유럽에서 지속적인 출산율 하락이 목격되었고, 1990년대 유럽의 출산율 수준을 연구한 쾰러(Kohler) 등은 출산력 수준이 합계출산율 기준으로 1.3이하인 경우를 “lowest-low” 출산율이라고 지칭하였다. 이에 반해 콜드웰과 쉰들마이어(Caldwell and Schindlmayr, 2003)는 합계출산율 1.5명 미만의 출산율 수준을 “매우 낮은 출산율(very low fertility)”이라고 정의하였다. 아시아의 출산율 하락을 연구한 존스(Jones, 2009)는 합계출산율 1.3명 이하 수준을 “lowest-low”라고 부르는 것은 인간 출산력 수준의 최저점이 1.3이라는 가정을 한다는 점에서 적절하지 않다고 보고, 대신 “ultra-low” 출산율이라는 용어를 사용할 것을 제안했다. 한국의 인구학계에서 사용하는 용어로서 초저출산은 쾰러 등이 제안한 lowest-low 출산율을 번역한 용어이므로 이하에서는 초저출산을 이런 의미로 사용한다.
합계출산율 1.3명 이하를 초저출산이라고 부르는 것은 당시 유럽 국가들의 출산율 수준을 구분하기 위해 도입한 것으로 상당 부분 임의적인 것이다. 그럼에도 불구하고 0세에서 50세까지 사망률이 극히 낮고 평균 자녀출산 연령이 29세인 안정인구모형에 근거한다면, 합계출산율 1.3명 수준의 지속은 인구규모가 매년 1.6%씩 줄어들고 44년 후 태어나는 출생아 수나 전체 인구가 절반이 되는 결과를 초래한다는 점에서 큰 의미를 가지고 있다.
동일한 모형에서 합계출산율이 1.5명 수준을 유지한다면 인구는 65년마다 반으로 줄어들게 되는 한편 합계출산율이 1.1명 수준을 유지한다면 32년마다 인구가 반으로 줄어든다. 저출산이 지속되는 상황에서 조금이라도 출산력이 더 저하되면 인구에 미치는 영향이 매우 커진다는 것을 이러한 예를 통해 알 수 있다.

## 나라별 저출산 현황 및 대책

### 미국
| 연도 | 합계출산율 |
| ---- | ---------- |
| 1990 | 2.081      |
| 2000 | 2.056      |
| 2005 | 2.057      |
| 2010 | 1.931      |
| 2015 | 1.843      |
| 2020 | 1.638      |

미국에서는 1985년 이후부터 출산율이 상승세로 변해 1990년 이후부터는 합계출산율 2.0 근처에서 정체(定滯)되어 있다. 이것은 대다수가 생명을 중요하게 여기는 교의에 따라 낙태와 피임에 반대하는 로마 가톨릭신자들인 히스패닉계(系) 국민의 출산율이 높기 때문으로(2003년에 2.79명), 非히스패닉계 백인이나 아시아계의 출생률은 인구치환수준(人口置換水準: 여성 1명당 2.1명)을 밑돌고 있다. 그러나 非히스패닉계 백인의 출생률도 2000년 이후 1.85 정도로(2003년에 1.86) 인구치환 수준 이하여도 한국·일본·유럽보다는 높은 수준에 있으며, 저하 경향이 아니고 정체 상태에 있다. 한편 매우 높았던 흑인의 출산율은 1970년대 중반 이후 급격하게 하강, 백인이나 아시아계의 수준에 가까워지고 있다

### 유럽
유럽의 인구 증가율은 제1차 세계 대전 종전부터 제2차 세계 대전 이전까지 이미 감소하고 있었지만, 미국에서는 전쟁 직후인 1946년부터 1965년에 이르기까지 베이비 붐이 일어났다.
1986년까지는 많은 나라에서 출산율이 계속 저하했지만, 1987년부터는 출산율이 반전(反轉) 혹은 정체(定滯)하는 나라가 증가하고 있었다. 미국이나 스웨덴 등은 1990년에 인구 치환(여성 1명당 2.1명) 수준을 회복했지만, 그 후 다시 출산율이 저하했다. 많은 나라에서는 출산율 회복을 정책 목표라고는 하지는 못하지만, 육아 지원 등은 아동·가족 정책으로서 행해지고 있다.
남유럽에서는 1970년대 후반부터 합계출산율이 급격히 저하해, 1990년대 중반부터 이탈리아와 스페인에서는 1.1대라고 하는 초저출산률(超低出産率)이 되었다. 전통적 가치관이 강하고, 급격하게 진행된 여성의 사회 진출과 고학력화에 대응할 수 없었던 것이 그 원인으로 보인다.
동유럽과 소비에트 연방에서는 여성들도 남성들과 같이 노동을 했던 공산주의 사회의 특징 덕분에 공산주의 붕괴 전에도 여성들이 많은 출산을 하는 일이 드물었다. 특히 동독은 1961년에 베를린 장벽을 만들기 전까지 많은 사람들이 서독으로 갔기 때문에 1961년까지 인구가 크게 줄어들었다. 그러나 소비에트 연방은 다자녀 가정의 부모에게 메달을 수여하며 출산을 장려해서 출산율이 상당히 높았기 때문에 인구가 증가했다. 그러나 경제난이 시작되면서 러시아의 출산율과 평균 수명이 감소했고 러시아의 인구는 1993년부터 줄어들기 시작했다. 이후 러시아의 인구는 2008년까지 660만 명이 줄어들었다. 그러나 2009년 러시아의 경제가 좋아지면서 러시아의 출산율과 평균 수명이 늘어나고 이민자도 늘어나서 러시아의 인구는 2009년 8월부터 다시 증가하기 시작했다.

#### 독일
| 연도 | 합계출산율 |
| ---- | ---------- |
| 1990 | 1.45       |
| 2000 | 1.38       |
| 2005 | 1.34       |
| 2010 | 1.39       |
| 2015 | 1.5        |
| 2019 | 1.54       |

독일은 나치 시대의 불행한 경험을 교훈으로 삼아 저출산 대책에 있어 신중한 태도로 지원자의 역할에 머무는 것을 기본으로 하여 2000년대 이전에는 가정의 경제적 부담을 완화하는 것이 정책의 주요 내용이었으나, 최근에는 일ᆞ가정의 양립을 강조하는 등 종합적인 정책을 추진하고 있어 합계출산율이 1995년 1.3명에서 2018년 1.57명으로 회복되었다.
독일은 이른 시기부터 ‘가족 부담 조정’을 목표로 아동수당과 세액 공제 등 재정지원을 적극적으로 실시하다가 육아휴직 등과 같은 정책은 1980년이 되어서야 시작하였다.
출산휴직은 출산 전 6주, 출산 후 8주 총 14주(쌍둥이의 경우 12주 연장) 가능한데 휴직 기간 중 급여는 원래 급여의 전액이 지급되고 있고, 육아휴직은 3년 가능하되 휴직 기간 중 급여는 1년간 65%가 지급되고 있다. 간호휴직은 자녀가 12세가 되기 전까지 1년간 10일, 자녀가 3인 이상이면 25일까지 가능한데 휴직 기간 중 급여는 80%가 지급되고, 아동수당은 자녀가 18세가 될 때까지 첫째와 둘째는 월 192유로(약 25만 원), 셋째는 월 198유로(약 26만 원), 넷째 이상은 223유로(약 30만 원)가 지급되고 있다.
독일은 영유아를 대상으로 하는 아동 돌봄 서비스를 제공하고 있는데 2005년 ｢보육정비법｣과 2007년 ｢아동지원법｣을 제정해 3세 미만 아동을 대상으로 하는 보육원을 늘려 가정 외의 인가된 보육시설 이용률이 1992년 2%에서 2014년 32.2%로 증가하였고, 그 외에도 가족과 보내는 시간을 확보할 수 있도록 부모의 노동시간에 맞는 개원ᆞ근무시간 조정과 놀이시설 설치 등을 추진하고 있다.

#### 러시아
| 연도 | 합계출산율 |
| ---- | ---------- |
| 1990 | 1.89       |
| 2000 | 1.19       |
| 2005 | 1.29       |
| 2010 | 1.56       |
| 2015 | 1.77       |
| 2019 | 1.50       |

러시아에서는 소련 붕괴 직후부터 출산율과 평균수명이 감소했고 타국으로의 이주(移住)에 의한 인구 유출 때문에, 1993년에 주요국 중 가장 빨리 인구 감소가 시작되었다. 이후 2008년까지 계속해서 인구가 줄어들었다. 러시아의 인구는 1993년부터 2008년까지 15년 동안 660만 명이 줄어들었지만 러시아의 경제가 좋아지면서 이민자와 출산율과 평균 수명이 증가해 2009년부터는 인구가 다시 조금씩 증가하고 있다.

#### 프랑스
| 연도 | 합계출산율 |
| ---- | ---------- |
| 1990 | 1.77       |
| 2000 | 1.89       |
| 2005 | 1.94       |
| 2010 | 2.03       |
| 2015 | 1.96       |
| 2019 | 1.87       |

1980년대 저출산이 문제된 프랑스는 막대한 정부 재정을 쏟아부어서 저출산을 극복했다. 아이 출산 전 보너스(800유로, 약 140만원)를 지급하고 개인별 소득과 자산에 기초해 아이가 3세가 될 때까지 고정수당을 주며 출산을 독려했다. "아이 낳는 것이 직업이 될 수 있다"는 말이 프랑스 언론을 장식할 만큼 정부는 저출산 문제를 해결하기 위해 말 그대로 예산을 '쏟아'부었다.
프랑스는 미국처럼 국경개방과 이민자 정책을 통해 낮을 출산율을 커버해 지속성장을 계속하면서 젊은 나라를 유지하고 있다.
신경아 한림대 사회학과 교수는 "스웨덴, 프랑스 등 출산율 회복에 성공한 국가들의 공통점은 비혼출산과 이민정책"이라며 "청년들이 결혼을 큰 장벽으로 생각하는 상황에서 이들의 다양한 가족구성권을 인정하고 결혼제도와 상관없이 아이를 잘 키울 수 있는 사회적 바탕을 마련해가야 한다"고 말했다.
프랑스는 결혼과 비혼의 중간 상태인 동거를 제도적으로 인정해 새로운 가족 형태로 받아들이고 있다. 러시아의 경우 인접 국가의 이민을 적극적으로 받아들인다.
이민 유입으로 성장해온 미국과 마찬가지로 독일, 프랑스, 영국 같은 서유럽 국가들도 일찍이 이민을 대거 받아들여 인구 성장, 노동력 확보, 연금 유지 등에선 나름 성공을 거뒀다. 서유럽 이민자의 평균연령은 28세로 유럽 평균인 42세보다 훨씬 젊다. 이민 여성 1000명이 평균 85명을 출산하는 데 비해 서유럽 여성은 65명을 낳는다.
프랑스의 보육서비스는 주로 국공립 보육시설을 통해 이루어지는데 유치원은 무상교육으로 3∼5세 아동 대부분이 이용하고 있고, 부모들의 다양한 선택권을 보장하기 위해 시간제 보육 및 가정 내 보육도 제도화되어 있으며, 이러한 보육비용에 대해서는 국립가족수당기금공단에서 보조금이 지급되고 있다. 또한, 프랑스는 자녀가 있는 가정에 가족수당, 가족 보조금, 영아양육수당 등 다양한 방법으로 재정적 지원을 하고 있고, 그 밖에도 임신 6개월 이후 모든 의료비, 입원비, 치료비를 100% 국영 의료보험에서 부담하는 등의 제도가 있다.
프랑스는 시간제 일자리를 비롯한 유연한 근무제도가 활성화되어 있는 상황으로 여성이 출산 후 일자리를 유지하는 데 큰 문제가 없어 프랑스 여성(25∼54세)의 경제활동 참가율은 83.1%로 나타나고 있고, 남성에게도 출산휴가를 법적권리로 부여하는 등 남성이 육아와 가사 활동에 일상적으로 참여할 수 있게 하여 여성이 출산할 수 있는 환경을 조성하고 있다.
프랑스는 출산장려를 위하여 다양한 가족형태를 인정하고 혼외출산아와 동거인에게도 법률혼과 동등한 보조금, 사회보장 혜택 등을 제공하고 있다.

#### 스웨덴
| 연도 | 합계출산율 |
| ---- | ---------- |
| 1990 | 2.13       |
| 2000 | 1.54       |
| 2005 | 1.77       |
| 2010 | 1.98       |
| 2015 | 1.85       |
| 2019 | 1.70       |

2015년 시리아 내전으로 대규모 시리아 난민들이 유럽으로 들어왔는데, 다른 나라들은 모두 난민을 거부하는 가운데, 스웨덴은 16만명의 시리아 난민을 받아들였다. 그 결과 스웨덴은 2017년 1000만명을 돌파했다. 이 기조대로라면 2024년엔 1100만명을 넘어설 것으로 보인다. 한국은 귀화 조건에 한국어 시험을 요구하는데, 스웨덴이 단시간에 대규모 난민을 받아들인 것을 보면, 언어 요구를 하지 않은 것으로 추정된다.
1948년부터 지급된 자녀수당은 아동이 만 16세가 될 때까지 매달 해당 아동 또는 어머니에게 지급되고, 지급액은 일반 봉급자 급여의 13% 수준(OECD 18개국 평균 7∼8%)으로 유지되고 있는데, 2011년 기준 170만 명의 스웨덴 아동이 매월 17만 원의 아동수당을 받고 있으며, 이는 스웨덴 전체 예산의 3%, 가족복지 예산의 33%를 차지하고 있다.
또한, 학업보조금은 아동이 만 16세가 되면 20세가 될 때까지 매달 1,050크로네(약 14만 원)가 지급되고, 대학 진학자에게 상환의무가 없는 학자금 8,140크로네(약 106만 원)가 학기 중인 8개월 동안 매달 지급되는 등 국가보조금이 중단 없이 지급되어 부모의 자녀 교육에 대한 부담을 줄이고 있다.
1974년 시작된 부모보험 제도는 출산휴가, 간병휴가, 임신수당 및 출산터울혜택 등이 복합된 스웨덴의 독특한 사회보장 제도로 2011년 스웨덴 전체 예산의 4.2%, 가족복지예산의 47%를 차지하고 있다.
출산휴가는 휴가 기간이 1974년 180일로 시작하여 2002년 480일(출산 예정 60일 전부터, 쌍둥이의 경우 180일 추가 가능)까지 지속적으로 증가되었고, 부모가나누어 60일을 사용할 수 있는데 이때 출산휴가 수당은 부모보험에서 월평균 소득의 약 80% 수준으로 지급되고 있다.
간병휴가는 12세 이하 아동이 아픈 경우에 부모가 120일까지 사용할 수 있고 간병휴가 수당은 부모보험에서 월평균 소득의 약 80% 수준으로 지급되고 있으며, 임신수당은 1980년 육체근로자를 위해 최초 도입된 후 1985년 유산 위험이 있는 여성에게까지 확대 적용된 제도로서 임신으로 인해 일을 할 수 없게 되면 최대 50일간 근로수당의 80%가 지급된다.
출산터울혜택은 여성이 출산한 뒤 30개월 이내에 추가로 아이를 낳을 경우 직전 아기를 출산했을 때 받은 월급만큼을 육아휴직 급여액으로 보장하는 제도로 첫째 자녀 출산과 둘째 자녀 출산 사이에 육아휴직, 이직 등으로 인해 직장에서 받은 월급이 적어졌더라도 첫째 자녀를 출산할 당시의 월급에 맞추어 부모 보험에서 육아휴직수당을 지급함으로써 첫째와 둘째 사이의 터울을 줄여 보다 많은 자녀를 출산하도록 유도하는 제도이다.
스웨덴은 1990년대 초부터 매년 GDP의 2% 이상을 보육시설에 투자하여 전체 보육시설의 80%가 공공보육시설이고, 민간시설도 공공보육시설과 동등한 지원을 받으며, 어린이집, 자유 유치원, 시간제 유치원 및 가정보육 등의 보육서비스와 방과후 학교, 패밀리홈 등 교육서비스를 부모의 상황에 맞게 선택할 수 있다.
스웨덴은 외국 이주민에게도 내국민에게 제공하는 복지 혜택을 동일하게 제공하고 있는데 다문화 포용정책 등 적극적인 인구 유입정책을 펼친 결과, 이민자가 지속적으로 증가하고 있고, 특히 무슬림 이민 여성이 평균 3.5명의 아이를 낳고 있어 인구증가에 큰 역할을 하고 있다.

#### 영국
| 연도 | 합계출산율 |
| ---- | ---------- |
| 1990 | 1.83       |
| 2000 | 1.64       |
| 2005 | 1.76       |
| 2010 | 1.92       |
| 2015 | 1.8        |
| 2019 | 1.65       |

영국은 1990년대 중반 이전에는 가족에 대한 책임을 가정에 두어 정부의 개입을 최소화하였으나, 1997년 노동당 집권 이후에는 가족정책에 있어 국가의 직접적인 개입을 강화하여 2000년에 1.74명이었던 합계출산율이 2015년 이후에는 1.87명 이상을 유지하다가 2018년에는 1.68명으로 다소 하락하였다.
영국은 2004년 ‘10년 보육전략’(10-year Strategy for Childcare)을 수립하여 보육비용에 대한 부담을 경감하였고, 가족세액공제제도(1999년), 자녀세액공제제도 및 근로세액공제제도(2003년)를 도입하여 부부와 자녀가 없는 성인 등 다양한 계층이 자녀를 가지거나 양육할 수 있도록 경제적 지원을 하고 있다.
영국은 조부모나 친인척에 의한 비공식적 양육을 제도적으로 인정하여 지원하고 있고, 동거가족의 자녀 등 혼외출산자에 대해서도 불이익 없이 결혼 가족의 자녀와 동일하게 혜택을 제공하여 동거가족이 아이를 낳는 데 부담 없는 환경을 조성하고 있다.
영국은 2006년 ｢일ᆞ가정 양립법｣(Work and Families Act) 제정을 통해 유급 육아휴직 및 유급 모성휴가의 확대(39주), 출산 후 1년간 휴직 가능 등 육아휴직 제도를 강화하였고, 만 16세 미만의 자녀가 있는 부모가 탄력근무를 신청하게 되면 고용주는 이를 적극적으로 검토해야 하는 등 일ᆞ가정 양립을 위한 적극적인 정책을 펼치고 있다.
비영국 출신 여성으로부터 태어나는 출생아는 영국 전체 출생아 중 비율이 2001년 15%에서 2011년 24%로 지속 상승하여 영국의 출생아 수 증가에 기여하고 있는데 이는 비영국 출신 여성이 결혼ᆞ출산이 활발한 연령층에 비교적 많이 분포되어 있고, 합계출산율도 상대적으로 높기 때문으로 볼 수 있다.

#### 헝가리
| 연도 | 합계출산율 |
| ---- | ---------- |
| 1990 | 1.87       |
| 2000 | 1.32       |
| 2005 | 1.31       |
| 2010 | 1.25       |
| 2015 | 1.45       |
| 2019 | 1.49       |

헝가리는 낮은 출산율과 서유럽으로의 인구유출 등으로 인한 심각한 노동력 부족 문제를 이민자 수용이 아닌 헝가리 인구 증가로 해결하기 위해 2020년 가족지원 예산을 2010년 대비 2배 증가(2020년 헝가리 전체 예산의 5%)하는 등 강력한 결혼ᆞ출산 지원정책을 도입하고 있다.
2019년 7월부터 부부가 대출 이후 5년 이내 자녀 출산을 약속하는 경우 3만 유로(약 3,977만 원)를 20년간 무이자로 융자해 주는 자녀 예상 보조금 제도를 운영하고 있는데 융자를 받은 뒤 상환기간 동안 2자녀를 출산하면 상환기간을 3년 연장해주고 상환액도 30% 감면해 주며, 3자녀를 출산하면 상환액을 전액 감면해 주고 있다.
또한, 주택 구매 시 2자녀 가정은 최대 3만 유로, 3자녀 이상 가정은 최대 4만 5,000유로(약 5,966만 원)를 융자(이자율 3%)해 주고 있고, 주택담보 대출 상환금 지원 대상도 기존 3자녀 이상에서 2자녀 이상으로 확대하였다.
그리고 2020년부터 3자녀 이상 가족이 7인승 이상의 신차를 구매할 때에는 7,800유로(구입액의 50% 한도, 약 1,034만 원)를 지원하고, 4자녀 이상을 양육하는 여성에게는 정년퇴직할 때까지 근로소득세(15%)를 전부 면제해 주고 있다.
헝가리는 자녀 수에 따른 소득세 감면과 신혼부부에 대한 소득세 감면34)을 하고 있고, 주택을 구매할 때에는 양육 자녀 수에 따라 현금 보조금을 차등지급하고 있으며, 근로 여성이 은퇴하면 사망할 때까지 연금을 지원하는 등의 다양한 가족지원 제도를 운영하고 있다.

### 아시아
일본에서는 1970년대 중반부터 합계출산율이 2 이하로 떨어졌으며, 저출산 현상이 계속되어 2005년에는 인구감소가 시작되었다. 중화민국, 홍콩, 싱가포르 등의 합계출산율은 2003년 기준으로 홍콩이 0.94, 중화민국이 1.24, 싱가포르가 1.25이다. 중화인민공화국이나 타이에서도 출산율이 인구치환 수준을 밑돌고 있다. 많은 아시아 국가들에서는 출생률이 인구치환 수준을 웃돌고 있지만 저하 경향에 있는 나라가 많다. 중화인민공화국에서는 1가구에 자녀를 1명이상 낳지 못하도록 중국 공산당이 강력하게 규제하는 1가구 1자녀 정책에 따른 인구 억제가 가장 큰 요인으로 보고 있다. 그러나 이는 단지 공식적인 합계의 결과일뿐, 실상 출생신고를 하지 않은 아이를 포함하게 되면 낮지 않은 출산율을 보일 것으로 예상된다.
중화민국에서는 출생아수 급감으로 2008년에는 출산율이 1.1명이었으나, 또 다시 감소세가 지속 돼 2009년에는 1명으로 1.08명이었던 대한민국(남한)출산율은, 2020년 기준 0.84명으로 전 세계 최저를 기록했다.

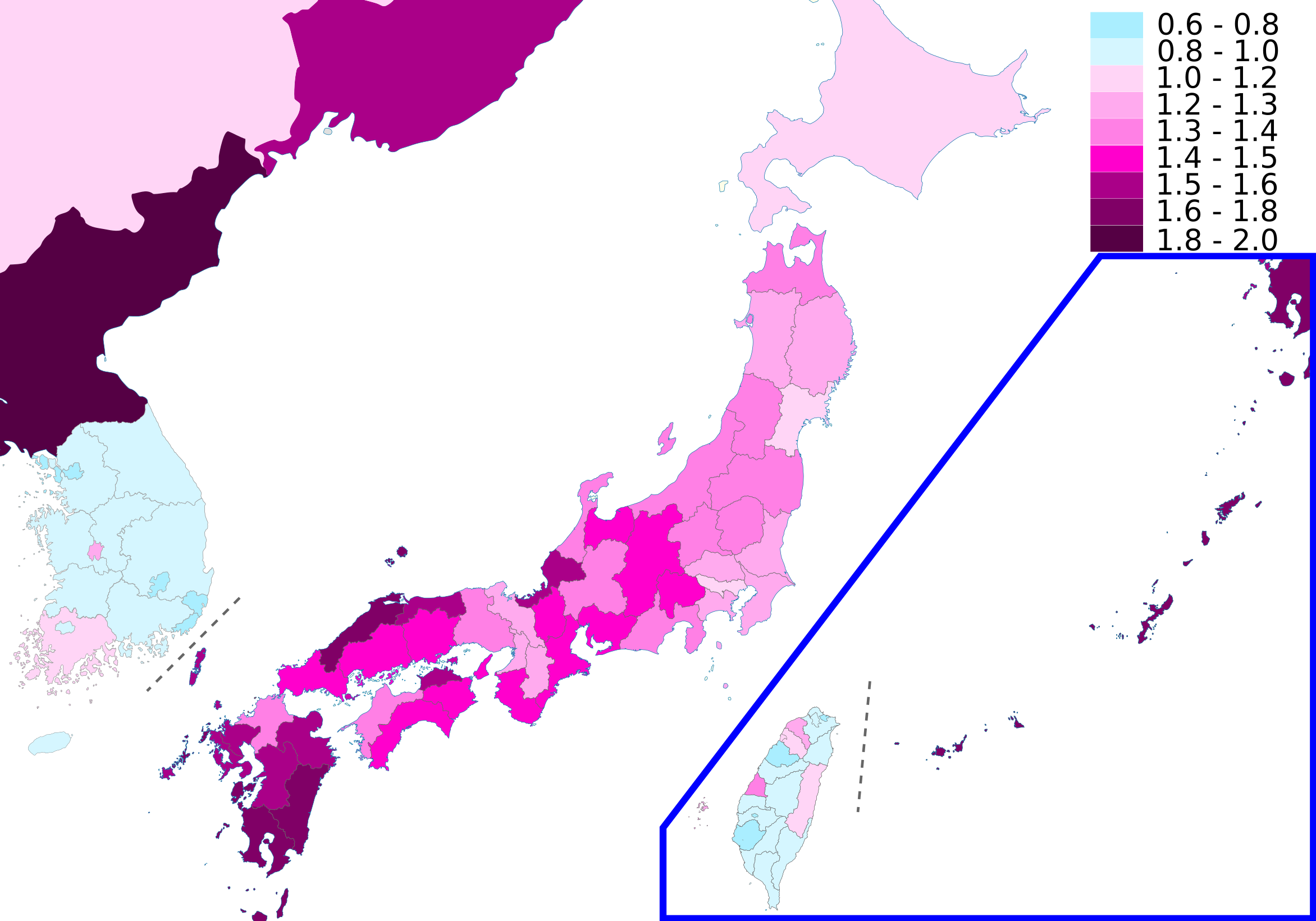
2021년 기준 동아시아 3개국(한국, 일본, 대만)의 지역별 합계출산율 지도.

#### 일본
| 연도 | 합계출산율 |
| ---- | ---------- |
| 1990 | 1.54       |
| 2000 | 1.359      |
| 2005 | 1.26       |
| 2010 | 1.39       |
| 2015 | 1.45       |
| 2019 | 1.36       |

일본의 저출산 대응의 주요 정책수단은 일ᆞ가정 양립을 위한 출산, 육아, 간호휴직제도 및 경제적 지원책인 아동수당이라 할 수 있다.
출산휴직은 출산 전 6주, 출산 후 8주 총 14주간 가능한데 휴직 기간 중 급여는 원래 급여의 67%가 지급되고 있다. 육아휴직은 1년에서 특별한 사정이있는 경우 2년까지 연장 가능한데 휴직 기간 중 급여는 180일까지는 원래 급여의 67%(월 426,000엔 상한, 약 452만 원), 그 이후에는 180일까지 지급된 급여의 50%(월 213,000엔 상한, 약 226만 원)가 지급되고 있다.
간호휴직은 자녀가 초등학교에 입학하기 전까지 1년간 5일, 자녀가 2인 이상이면 10일까지 가능한데 휴직 기간 중 급여는 67%가 지급되고 있고, 아동수당은 자녀가 중학교를 졸업할 때까지 3세 미만은 월 15,000엔(약 16만 원)이 지급되는 등 연령에 따라 차등 지급되고 있다.
그 외에도 자녀가 있는 가족의 세액 공제 및 과세 공제와 영유아를 대상으로 하는 아동 돌봄 서비스 등이 주요 저출산 대응정책으로 시행되고 있다.
일본은 1990년대 초반까지 단일민족주의를 공식 견해로 내세웠으나 2000년대 이후 다문화 공생을 표명함에 따라 2010년 이후 간병, 가사 및 육아 등의 분야에서 외국 인력을 적극적으로 활용하고 있고, 2018년에는 단순 노동자의 유입을 공식화하려는 움직임이 나타나고 있다.

#### 중국
| 연도 | 합계출산율 |
| ---- | ---------- |
| 1990 | 2.309      |
| 2000 | 1.596      |
| 2005 | 1.612      |
| 2010 | 1.627      |
| 2015 | 1.665      |
| 2019 | 1.696      |

중국은 1978년부터 한 아이만 낳을 수 있도록 제한한 계획생육정책(시골의 부부, 소수 민족, 어느 쪽도 형제 자매가 없는 부모는 예외)을 강력하게 추진한 결과 1990년대에 들어서 대체출산율 2.1을 밑돌아 저출산 국가가 되었다. 2015년 공식 인구 조사(센서스)에서는 합계출산율이 1.05명을 기록해 집계 사상 최저를 기록했다.
출산율 저하가 가팔라지자 중국 정부는 2016년 '두 자녀 정책'을 시행했다. 2021년 8월 부부당 자녀를 3명까지 낳을 수 있도록 허용하는 법안이 통과됐다.
중국이 이렇게 산아제한정책을 폐지하고 출산장려 정책을 펴는 이유는 저출산으로 노동력 감소와 인구위기가 현실화됐기 때문이다. 하지만 중국의 젊은 부부들이 높은 주거비와 교육비로 인해 출산을 꺼리고 있기 때문에 출산율이 눈에 띄게 증가하지 않을 것이라는 견해도 있다.

#### 대한민국
| 연도 | 출산율 |
| ---- | ------ |
| 2002 | 1.178  |
| 2003 | 1.191  |
| 2004 | 1.164  |
| 2005 | 1.085  |
| 2006 | 1.132  |
| 2007 | 1.259  |
| 2008 | 1.192  |
| 2009 | 1.149  |
| 2010 | 1.226  |
| 2011 | 1.244  |
| 2012 | 1.297  |
| 2013 | 1.187  |
| 2014 | 1.205  |
| 2015 | 1.239  |
| 2016 | 1.172  |
| 2017 | 1.052  |
| 2018 | 0.977  |
| 2019 | 0.918  |
| 2020 | 0.837  |
| 2021 | 0.81   |
| 2022 | 0.78   |
| 2023 | 0.65   |

1955년부터 1963년까지 대한민국(남한)의 여성 1인당 합계출산율은 6.1명이었다. 이승만 및 윤보선 정부에서는 출산을 장려했지만 5·16 군사 정변 이후 박정희에 의해 1960년대 초반부터 지속적인 가족계획이 실시되면서 1964년부터 1967년까지는 5.2명, 1968년부터 1971년까지는 4.7명이었으나 1970년대 초반부터 가족계획을 매우 강화시켜서 1984년에는 2명 미만인 1.74명 수준으로 떨어졌다. 다음해인 1985년 1.66명 수준으로 약간 떨어졌고 그 이후에도 계속된 정책으로 마침내 1987년 출산율이 1.53명 수준까지 떨어졌다. 이후 1996년 8월 김영삼 정부가 출산정책을 산아제한정책에서 산아자율정책으로 전환했으나 출산율은 빠른 속도로 가파르게 하락하였다.
대한민국의 IMF 구제금융 요청에 따른 여파로 출산율은 계속 떨어졌다. 김대중 정부에서 2000년에 즈문둥이 출산을 장려하여 일시적으로 출생아 수가 증가했지만 2002년에는 1.30명 미만(1.17명)을 처음으로 기록해 "초저출산" 사회로 접어들었다. 이 현상은 20년이 지난 현재까지도 이어지고 있다. 이에 따라 정부는 2003년부터 기존의 산아자율정책에서 더욱 앞서나가 출산장려정책을 펴기 시작했지만 카드대란 영향으로 2005년에는 역대 최저치인 1.08명으로 떨어졌다. 이후 황금돼지해 홍보 등 정부의 많은 노력에 힘입어 2007년 1.26명으로 일시적으로 급증했지만 곧 경제 위기 등으로 인해 2009년 1.15명으로 감소했다. 2010년부터는 다시 증가하기 시작하여 2012년 1.29명으로 증가해 초저출산 국가에서 탈출하려는 기미를 보였으나 그 후 이어진 불경기 등의 여파로 출산율은 감소하여 2013년 1.18명, 2014년 1.21명에 이르렀다. 하지만 부모급여가 2023년에 시작한 이후 출산율은 올라가서 저출산은 이대로 가다간 없어질 수 있다.
2017년에는 2002년 이후 15년 동안 이어진 출생아 수 40만 명대가 붕괴되어 30만 명대로 떨어졌고, 2020년에는 그마저도 붕괴되어 20만명(27.2만명) 대로 추락했다. 따라서 합계출산율은 0.84명으로 역대 최저로 떨어졌다. 한국의 합계출산율이 지난해 4분기(10∼12월) 사상 처음으로 0.6명대로 떨어졌다. 합계출산율은 여성 한 명이 평생 낳을 것으로 예상되는 평균 출생아 수를 가리킨다. 연간 합계출산율은 0.7명대를 유지해왔다. 그런데 올해 4분기 합계출산율이 100쌍(200명)에 자녀 수가 65명으로 나온 것이다. 29일 아침종합신문은 전 세계 최초로 연간 0.6명대 출산율을 보이는 국가가 될 것이라고 우려했다.
이러한 출산율 변화는 아래 인용문에서 잘 드러난다.
1950년대: 3남 2녀로 5명은 낳아야죠. 
 1960년대: 3·3·35운동 - 3자녀를 3년 터울로 35세 이전에 단산하자. 
 1970년대: 딸 아들 구별 말고 둘만 낳아 잘 기르자. 
 1980년대: 잘 기른 딸 하나 열 아들 안 부럽다. 
 1990년대: 아들 바람 부모 세대 짝꿍 없는 우리 세대 
 2000년대: 아빠, 혼자는 싫어요. 엄마, 저도 동생을 갖고 싶어요. 
 2010년대: 하나는 외롭습니다. 자녀에게 가장 좋은 선물은 동생입니다.— 보건복지가족부, 인구보건복지협회(구 대한가족계획협회) 발췌

## 역대 최저 출산율 기록
전 세계에서 가장 낮은 합계출산율을 기록한 지역은 중국 헤이룽장성 자무쓰시에 위치한 샹양구로, 2000년 기준 0.41명이었다. 중국 이외의 지역에서 가장 낮은 출산율을 기록한 지역은 2023년 0.65명을 기록한 대한민국이었다.

## 각국의 합계출산율 비교
| 순위 | 국가                          | 2000년 | 2010년 | 2011년 | 2012년 |
| ---- | ----------------------------- | ------ | ------ | ------ | ------ |
| 1    | 니제르                        | 7.72   | 7.58   | 7.58   | 7.57   |
| 2    | 우간다                        | 6.96   | 6.73   | -      | -      |
| 3    | 말리                          | 6.84   | 6.84   | 6.85   | 6.85   |
| 82   | 인도                          | 3.14   | 2.56   | 2.53   | 2.51   |
| 85   | 세계 평균                     | 2.80   | 2.56   | -      | -      |
| 116  | 브라질                        | 2.36   | 1.84   | 1.82   | 1.81   |
| 126  | 뉴질랜드                      | 1.98   | 2.15   | 2.06   | 2.05   |
| 129  | 미국                          | 2.06   | 1.93   | 1.90   | 1.80   |
| 135  | 프랑스                        | 1.89   | 2.03   | 2.01   | 2.01   |
| 141  | 조선민주주의인민공화국 (북한) | 1.99.  | 2.00   | 2.00   | 2.00   |
| 188  | 중화인민공화국                | 1.51   | 1.65   | 1.66   | 1.66   |
|      | 유럽 연합                     | 1.52   | 1.63   | 1.58   | 1.54   |
| 203  | 독일                          | 1.38   | 1.39   | 1.36   | 1.38   |
| 220  | 일본                          | 1.36   | 1.39   | 1.39   | 1.41   |
| 226  | 대한민국                      | 1.47   | 1.22   | 1.24   | 1.29   |
| 227  | 중화민국                      | 1.76   | 1.21   | 1.08   | 1.01   |
| 228  | 싱가포르                      | 1.44   | 1.15   | 1.20   | 1.29   |
| 229  | 홍콩                          | 1.04   | 1.13   | 1.20   | 1.28   |
| 230  | 마카오                        | 0.94   | 1.00   | 1.03   | 1.06   |

## 관련 서적
- 조영태, <정해진 미래> (북스톤, 2015)
- 조영태, <정해진 미래 시장의 기회> (북스톤, 2018)
- 윤정현, <아이 갖기를 주저하는 사회> (푸른길, 2018)
- 조영태,장대익,장구,서은국,허지원,송길영,주경철, <아이가 사라지는 세상> (김영사, 2019)
- 조영태, <인구 미래 공존> (북스톤, 2021)

## 같이 보기
- 가족 계획
- 결혼
- 골드미스
- 독신세
- 무자녀세
- 수태인자